# SO-SO
SO-SO（そーそー、1999年10月13日 - ）は、日本のヒューマンビートボクサー。

## 概要
2019年、ポーランドで開催されたビートボックスの国際大会「Grand Beatbox Battle 2019」（GBB）のループステーション部門で日本人初のTOP4入りを成し遂げ、同年台湾で行われたアジア大会「Asia Beatbox Championship」のループステーション部門では優勝し、アジアチャンピオンとなった。Human Beatbox Crew「SARUKANI」や、虹色侍ずまとの眼鏡専門音楽デュオDOILiiなど、チームとしても活動している。2020年12月頃からDJとしての活動も始める。2021年、再びポーランドで開催されたGBBで、同じく日本出身のビートボクサーRUSYとタッグを組み、「SORRY」としてループステーション・タッグ部門で世界1位となった。また、SARUKANIもクルー部門で世界2位という好成績を残した。

## 経歴
小学生時代から劇団に入り子役を10年ほど、高校卒業近くまでしていた。ミュージカルや映画、ドラマのエキストラを主にしていたが、昭和の学生役や戦時中の子供の役などをしていたとYouTubeチャンネル『ニートtokyo』で語っている。
高校1年生の時にイギリスのビートボクサー「Reeps One」の動画をYouTubeで観てヒューマンビートボックスを始める。高校2年生の時の誕生日に、母親からルーパーであるBOSS RC-505をもらい、ループステーションを始める。その後カナダのDJ「REZZ」の音楽に強く影響を受け、ベースミュージックに魅了される。2018年に大阪音楽大学に入学。作曲、音楽理論、ミキシングなどを学び、日々楽曲制作を続けている。

## ディスコグラフィ

### シングル
| リリース日     | タイトル                  |              |
| -------------- | ------------------------- | ------------ |
| 2019年8月31日  | CO3 (feat. Kimura Rin)    | [ 6 ]        |
| 2019年11月1日  | Crazy Drive               |              |
| 2020年6月17日  | Sakura (feat. Kimura Rin) | [ 7 ]        |
| 2020年11月1日  | Zooming!                  | [ 8 ]        |
| 2021年2月19日  | Interview 2.0             | [ 9 ] [ 10 ] |
| 2021年7月9日   | Psycho Looper 2.0         | [ 11 ]       |
| 2022年2月22日  | 2022                      |              |
| 2022年8月19日  | SO-SO Exercise            |              |
| 2022年8月31日  | Error sound               |              |
| 2023年2月23日  | 2023                      |              |
| 2023年6月21日  | Higher                    |              |
| 2023年9月18日  | Inside                    |              |
| 2023年12月22日 | Final Weapon              |              |
| 2024年1月31日  | Running Man               |              |
| 2024年2月24日  | 2024                      |              |

### EP
| リリース日     | タイトル         |        |
| -------------- | ---------------- | ------ |
| 2020年6月6日   | Beat Pandemic    | [ 12 ] |
| 2020年9月3日   | Sakura (Remixes) | [ 13 ] |
| 2023年7月7日   | Red              |        |
| 2023年9月23日  | Blue             |        |
| 2023年11月10日 | Yellow           |        |
| 2023年12月27日 | Green            |        |

### アルバム
| リリース日     | タイトル                      |        |
| -------------- | ----------------------------- | ------ |
| 2019年6月12日  | Party                         | [ 14 ] |
| 2019年12月7日  | NO LOOP NO LIFE               | [ 15 ] |
| 2022年9月14日  | Party 2.0                     | [ 16 ] |
| 2023年7月21日  | Red Mix (House DJ Set)        | [ 17 ] |
| 2023年12月28日 | Blue Mix (Drum'n'Bass DJ Set) |        |
| 2023年12月28日 | Yellow Mix (Dubstep DJ Set)   |        |
| 2024年1月28日  | Green Mix (Midtempo DJ Set)   |        |
| 2024年2月5日   | Tetr4 Tone                    |        |

### コラボ楽曲
- 2020年
  - ULTRA POWER - SARUKANI & SO-SO
- 2021年
  - Masayoshi Iimori × SO-SO - I Scream